# Club Nintendo Awards 2003
Club Nintendo Awards 2003 är en sammanställning av bästa Nintendo-spel 2003. (Spelet måste ha lanserats i Sverige under 2003).

## Resultaten
- Bästa grafik
  - Metroid Prime
- Bästa ljud/musik
  - Metroid Prime och The Legend of Zelda: The Wind Waker (delad förstaplats)
- Bästa handling
  - The Legend of Zelda: The Wind Waker
- Bästa spelfigur
  - Link (The Legend of Zelda: The Wind Waker
- Bästa minispel
  - Shine Theif (Mario Kart: Double Dash!!)
- Bästa multiplayerspel
  - Mario Kart: Double Dash!!
- Mest minnesvärda scen
  - Stämningen i Hyrule Castle The Legend of Zelda: The Wind Waker
- Mest irriterande moment
  - Lååååånga textstycken (Golden Sun: The Lost Age)
- Mest störande titel på ett spel
  - Spongebob Squarepants: Battle for Bikini Bottom
- Mest originella spel
  - Warioware, Inc.: Minigame Mania
- Bästa actionspel
  - Viewtiful Joe
- Bästa fightingspel
  - Soul Calibur II
- Bästa pusselspel
  - Super Monkey Ball Jr.
- Bästa racingspel
  - Mario Kart: Double Dash!!
- Bästa rollspel
  - Pokémon Ruby och Sapphire
- Bästa sportspel
  - 1080° Avalanche
- Bästa strategispel
  - Advance Wars 2: Black Hole Rising
- Bästa äventyrsspel
  - The Legend of Zelda: The Wind Waker
- Bästa Game Boy-spel
  - The Legend of Zelda: A Link to the Past/Four Swords
- Bästa Nintendo Gamecube-spel
  - The Legend of Zelda: The Wind Waker
- Bästa Nintendo-spel

1. The Legend of Zelda: The Wind Waker
2. Metroid Prime
3. F-Zero GX och Mario Kart: Double Dash!! (delad tredjeplats)